# Кістлер (Пенсільванія)
Кістлер (англ. Kistler) — місто (англ. borough) в США, в окрузі Міффлін штату Пенсільванія. Населення — 291 особа (2020).

## Географія
Кістлер розташований за координатами 40°22′37″ пн. ш. 77°51′56″ зх. д. / 40.37694° пн. ш. 77.86556° зх. д. (40.377003, -77.865437).  За даними Бюро перепису населення США в 2010 році місто мало площу 0,65 км², уся площа — суходіл.

## Демографія
Згідно з переписом 2010 року, у селищі мешкало 320 осіб у 127 домогосподарствах у складі 91 родини. Густота населення становила 489 осіб/км².  Було 140 помешкань (214/км²).
Расовий склад населення:
| - 94,1 % — білих - 2,2 % — чорних або афроамериканців - 0,6 % — корінних американців - 0,3 % — азіатів |

До двох чи більше рас належало 2,8 %. Частка іспаномовних становила 4,1 % від усіх жителів.
За віковим діапазоном населення розподілялося таким чином: 25,6 % — особи молодші 18 років, 57,8 % — особи у віці 18—64 років, 16,6 % — особи у віці 65 років та старші. Медіана віку мешканця становила 38,9 року. На 100 осіб жіночої статі у селищі припадало 96,3 чоловіків;  на 100 жінок у віці від 18 років та старших — 98,3 чоловіків також старших 18 років.
Середній дохід на одне домашнє господарство  становив 43 782 долари США (медіана — 38 611), а середній дохід на одну сім'ю — 47 723 долари (медіана — 43 021). За межею бідності перебувало 19,2 % осіб, у тому числі 20,2 % дітей у віці до 18 років та 7,1 % осіб у віці 65 років та старших.
Цивільне працевлаштоване населення становило 161 особа. Основні галузі зайнятості: освіта, охорона здоров'я та соціальна допомога — 31,7 %, мистецтво, розваги та відпочинок — 16,8 %, виробництво — 14,3 %.